# Innocentius Achleitner
Innocentius Achleitner, auch Innocenc Achleitner bzw. Innozenz Achleitner  (* 22. November 1832 in Frasdorf, Königreich Bayern; † 5. März 1880 in Salzburg, Österreich-Ungarn) war ein Sänger der Stimmlage Bass, Geiger, Bratschist und Chorleiter.

## Leben
Innocentius Achleitners Vater war der Lehrer und Komponist Ludwig Achleitner. Sein Bruder war der Zitherspieler Joseph Christoph Achleitner. Er selbst war Sänger im Dommusikverein und im Mozarteum in Salzburg. Von 1864 bis 1874 war er Vizechordirektor. Er war Gesangslehrer an den k. k. Staatsmittelschulen in Salzburg. Der Schriftsteller Arthur Achleitner und der Kapellmeister Rudolf Achleitner waren seine Söhne.

## Werke (Auswahl)

### Eigene Kompositionen
- Responsoria in officio defunctorum.[2]

### Ausgaben von Werken anderer Komponisten
Innocentius Achleitner war bekannt für die Erforschung älterer Musik. So soll er die Messe mit 53 Stimmen von Heinrich Ignaz Franz Biber vor der Vernichtung gerettet haben. Er gab 1868  die Harmonias Poeticas von Paul Hofhaimer heraus.
- Paul Hofhaimer: Harmonias Poeticas, sive carmina nonnulla Horatii aliorumque poetarum romanorum vocum cantui, Salzburg, 1868 (Digitalisat)